# 882
Раннє Середньовіччя •  Епоха вікінгів •  Золота доба ісламу •  Реконкіста

## Геополітична ситуація
У Візантії триває правління Василя I Македонянина. Володіння Каролінгів займають значну частину Європи, але реальна влада належить уже не королям, а грандам. Північ Італії належить Італійському королівству під владою франків, середню частину займає Папська область, герцогства на південь від Римської області незалежні, деякі області на півночі та на півдні належать Візантії, інші окупували сарацини. Піренейський півострів, окрім Королівства Астурія та Іспанської марки, займає Кордовський емірат. Північну частину Англії захопили дани, на півдні править Вессекс. Існують слов'янські держави: Перше Болгарське царство, Велика Моравія, Приморська Хорватія, Київська Русь.
Аббасидський халіфат очолює аль-Мутамід, халіфат втрачає свою могутність. У Китаї править династія Тан. Значними державами Індії є Пала, Пратіхара, Чола. В Японії триває період Хей'ан. На північ від Каспійського та Азовського морів існує Хозарський каганат.
На території лісостепової України в IX столітті літописці згадують слов'янські племена білих хорватів, бужан, волинян, деревлян, дулібів, полян, сіверян, тиверців, уличів. Утворилася Київська Русь. У Північному Причорномор'ї співіснують різні кочові племена, зокрема хозари, алани, тюрки, угри, кримські готи. Херсонес Таврійський належить Візантії.

## Події
- Прихід до Києва з Новгорода варязької дружини Олега. Вбивство київських князів Аскольда і Діра. Початок правління київської династії Рюриковичів[1].
- Після смерті Людовика III його брат Карломан II залишився єдиним королем Західного Франкського королівства.
- Після смерті Людовика III Молодшого його брат Карл III Товстий залишився єдиним королем Східного Франкського королівства.
- Річард Бургундський взяв місто В'єнн, в якому засів самопроголошений король Бургундії Бозон. Сам Бозон утік до Карла Товстого.
- Триває нашестя вікінгів на землі франків. Зокрема вони розграбували Прюмське абатство й Аахен.
- Сарацини зруйнували монастир Монте-Кассіно.
- Розпочався понтифікат Марина I.

## Померли
Лѣто 6390
- Аскольд
- Дір